# George Archer
George Archer (* 1. Oktober 1939 in San Francisco, Kalifornien; † 25. September 2005 in Incline Village, Nevada) war ein US-amerikanischer Golfspieler, der 12 Veranstaltungen der PGA TOUR gewann, darunter ein Major-Turnier.

## Karriere
George Archer wurde am 1. Oktober 1939 in San Francisco Californien geboren. Er stammte aus einfachsten Verhältnissen. Aufgrund einer Lernschwäche lerne er zeit seines Lebens nie korrekt Schreiben und Rechnen, was seine Witwe und das Management bis zu seinem Tod verschwieg. Schnell wuchs er auf 1,97 Meter Körpergröße heran und wurde mit 13 Jahren für das Basketballteam seiner Schule ausgewählt. Da er jedoch nebenher Geld als Caddy auf einem Golfplatz verdiente, warf man ihn nach wenigen Monaten aus dem Team heraus, da er regelmäßig beim Mannschaftstraining fehlte.

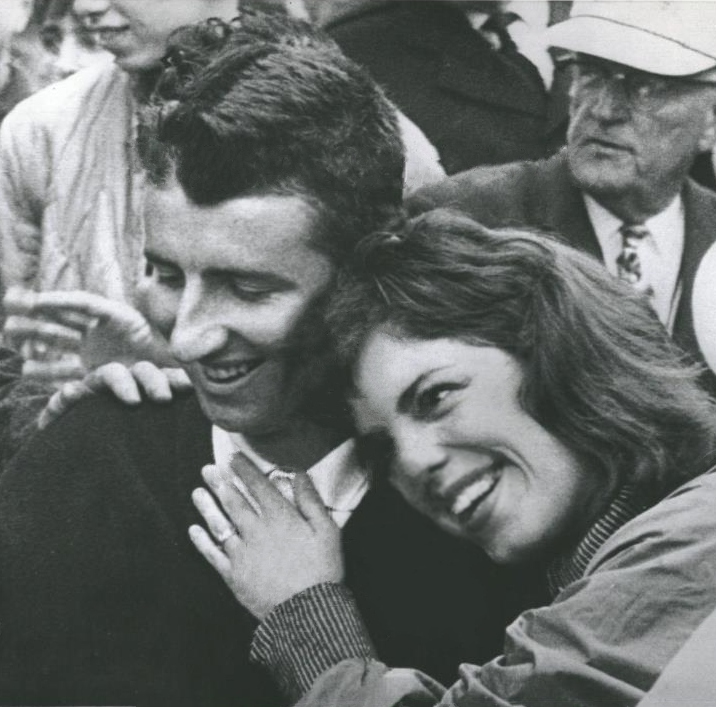
Archer mit seiner Frau Donna im Jahr 1965.

Im Alter von 19 Jahren verließ er sein Elternhaus, das er zeitlebens mit Erinnerungen an Schmerzen und Demütigungen in Verbindung brachte, und heiratete kurz darauf Donna, seine erste große Liebe, die ihm für den Rest seines Lebens beistehen sollte. Da Archer Analphabet war, überlebte das Paar in den 50er-Jahren durch die Gewinne, die er von seinen Lochwettspielen und Puttduellen aus dem nur wenige Blocks entfernten Lincoln Park mit nach Hause brachte, während seine Frau für ihn las und Spielergebnisse zusammenzählte. Der Lincoln Park war ein ruppiger öffentlicher Golfplatz, wo Dockarbeiter, Zocker und Polizisten um Geld spielten. Archer wirkte dort wie kein ernstzunehmender Gegner und wurde oft zu Spielen um Geld herausgefordert, um seine Gegner zu überraschen. Vor allem auf dem Grün, war er einer der besten Putter, die es später auf der Tour gab. Sein Schwung und sein langes Spiel hingegen waren dermaßen schlaksig und inkonsistent, dass er immer mit dem 3er-Holz abschlug. 
In den frühen 60ern trat er bei den San Francisco City Championships an und beeindruckte dabei Johnny Miller. 1963 gewann er eine Handvoll größerer Amateurturniere, darunter die Trans Mississippi Amateur Championships, und schaffte es bis ins Halbfinale der US-Amateur-Championship. Eine Brauerei erklärte sich bereit Archer zu sponsern und es gelang ihm 1964 sein erster Sieg im professionellen Golfsport bei der Lucky International Open. Dies markierte den Beginn einer Reihe von Siegen auf der Tour, deren Höhepunkt der Sieg beim Masters in Augusta im Jahr 1969 darstellte.
In den kommenden drei Jahrzehnten sollten noch 25 weitere Profisiege auf der PGA Tour und der Champions Tour folgen, bis sich körperliche Gebrechen bemerkbar machten, die zu sieben Operationen ab Mitte der 70er Jahre führten. 1983 gelang ihm ein überraschendes Comeback, indem er als erster Teilnehmer mit einem weiblichen Caddie beim Masters antrat. Zum ersten Mal erlaubte der Club in jenem Jahr clubfremde Caddies und gemeinsam mit seiner damals 19 Jahre alten Tochter Elizabeth, die für ihn schrieb und zählte erspielte George Archer einen geteilten zwölften Platz. 1996 musste er sich einer Hüftoperation unterziehen. Zwei Jahre später gelang es ihm als erstem Golfer, ein Champions Tour Event mit einer künstlichen Hüfte zu gewinnen. 
George Archer starb am 25. September 2005 an den Folgen eines Tumors. Erst im März 2006 verriet Donna Archer in einem Interview mit „Golf for Women“ das Geheimnis ihres verstorbenen Manns, der nicht lesen, schreiben oder zählen konnte.

## PGA-TOUR-Siege
- 1965: Lucky International Open
- 1967: Greater Greensboro Open
- 1968: Pensacola Open Invitational, Greater New Orleans Open Invitational
- 1969: Bing Crosby National Pro-Am, The Masters Tournament
- 1971: Andy Williams-San Diego Open Invitational, Greater Hartford Open Invitational
- 1972: Glen Campbell-Los Angeles Open, Greater Greensboro Open
- 1976: Sahara Invitational
- 1984: Bank of Boston Classic